# Ліберальні реформи соціального забезпечення
Ліберальні реформи соціального забезпечення (1906—1914) — це низка актів соціального законодавства, ухвалених Ліберальною партією після загальних виборів 1906 року. Вони представляють перехід Ліберальної партії від старої політики laissez faire до інтервенціоністської державної політики боротьби з бідністю і, таким чином, започаткували сучасну державу загального добробуту у Сполученому Королівстві. Девід Ллойд Джордж і Вінстон Черчилль очолили розробку і проведення реформ, а також розбудову загальнонаціональної підтримки.
Історик Г. Р. Серл (G. R. Searle) стверджує, що реформи мали багато причин, серед яких «необхідність відбити виклик лейбористів; чистий гуманізм; пошук електоральної популярності; міркування національної ефективності; і прихильність до модернізованої версії капіталізму загального добробуту». Впроваджуючи реформи поза межами англійських законів про бідних, було також знято стигму, що прикріплювалася до нужденної людини, яка отримувала допомогу. Після 1911 року ліберали звернулися до інших питань, але ніколи не відмовлялися від підтримки програм соціального забезпечення.
Під час загальної виборчої кампанії 1906 року жодна з двох основних партій не зробила бідність важливим передвиборчим питанням і не дала жодних обіцянок щодо запровадження реформ у сфері соціального забезпечення. Ліберали на чолі з Генрі Кемпбеллом-Баннерманом, а згодом Г. Г. Асквітом здобули переконливу перемогу і почали впроваджувати широкомасштабні реформи, щойно прийшовши до влади.

## Попередні соціальні закони
Консервативний уряд, що діяв до приходу до влади лібералів, прийняв Закон про безробітних робітників 1905 року та Закон про працевлаштування дітей у 1905 році. Також було розчищено нетрі для будівництва нових будинків. Значна частина цих законів була залишена на розсуд місцевої влади — від їхнього ставлення залежало, чи будуть вони повністю реалізовані. 1902 року консерватори прийняли Закон про освіту, який надавав кошти на конфесійне релігійне навчання у школах Англіканської та Римо-католицької церкви. Нонконформісти, які формували основний електорат лібералів, були обурені допомогою своїм теологічним ворогам, але не змогли його скасувати

## Ліберальні реформи 1906—1914 років

### Ліцензування пивних закладів
Улюбленою метою протестантських нонконформістів було різке скорочення пияцтва шляхом закриття якомога більшої кількості пабів. 1908 року Асквіт, який сам був завзятим пияком, виступив з ініціативою закрити близько третини зі 100 000 пабів в Англії та Уельсі, а власникам компенсувати збитки новим податком на вцілілі паби. Пивовари контролювали паби і організували жорсткий опір, підтриманий консерваторами, які неодноразово провалювали цю пропозицію в Палаті лордів. Однак «Народний податок» 1910 року включав жорсткий податок на паби, а під час Першої світової війни години їхньої роботи були різко обмежені з приблизно 18 годин на день до 5+1⁄2. Споживання пива та алкоголю впало вдвічі з 1900 по 1920 рік, частково через те, що з'явилося багато нових можливостей для дозвілля.

### Освіта
У 1906 році основний освітній законопроєкт не пройшов, що викликало роздратування протестантів-нонконформістів, які були розлючені тим, що з 1902 року місцеві тарифи використовувалися для підтримки шкіл Англіканської церкви. Ліберали прагнули обмежити релігійне навчання в усіх школах до якогось невизначеного позаконфесійного християнства. Згідно з цією пропозицією, багато англікан і католиків втратили б право використовувати школи для навчання своїх дітей релігії. Палата лордів, де лібералів було 5 до 1, переписала законопроєкт і зробила його ще більш сприятливим для англікан, так що компроміс був неможливий. Нонконформісти були головним чинником ліберального обвалу 1906 року, і вони домінували на ліберальній передній лаві. Але гірка поразка їхнього найвищого пріоритету тепер стала фактором втрати ентузіазму до Ліберальної партії і відіграла ключову роль у її занепаді.
Однак, кілька суперечливих незначних освітніх законопроєктів все ж таки стали законом. Закон про освіту (адміністративні положення) 1907 року запровадив те, що стало відомим як система безкоштовних місць. Положення про середні школи, видане того ж року, дозволяло виплачувати грант у розмірі 5 фунтів стерлінгів на кожного учня у віці від 12 до 18 років, і школи повинні були відповідати певним вимогам, щоб отримати цей грант. Школи не могли обмежувати прийом учнів, які належать до певних релігійних конфесій, керівні органи повинні були бути оновлені, включивши до них ряд представницьких керівників (деякі з яких представляли ОМС), і щонайменше 25 % річного набору повинні були становити учні початкових шкіл. Закон також надав місцевим органам управління освітою (МОУ) право купувати землю для будівництва нових середніх шкіл, що призвело до появи багатьох повітових і міських середніх шкіл[12].
У 1907 році було збільшено кількість безкоштовних стипендіальних місць у середніх школах. Якщо учні з робітничого класу складали іспит на отримання стипендії, то за них сплачувало місцеве управління освіти. Чверть місць у більшості середніх шкіл було зарезервовано для учнів-стипендіатів. Таким чином, здібним дітям робітничого класу надавалася можливість піднятися «освітніми сходами», а для тих учнів, які не склали іспит на отримання стипендії, в деяких ОМС існували «Центральні школи», які забезпечували практично орієнтовану навчальну програму для дітей у віці від 11 до 15 років.
Закон про ірландські університети 1908 року надав римо-католикам нові можливості для отримання вищої освіти, яких їм бракувало протягом століть.